# Hoca Ali Rıza

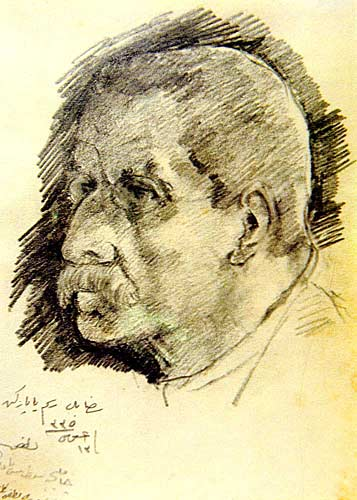
Selbstporträt (1909)

Hoca Ali Rıza (* 1858 in Üsküdar, Istanbul; † 20. März 1930 ebenda) war ein türkischer Maler und Kunstpädagoge, der vor allem für seine impressionistischen Landschaftsbilder und Stadtansichten bekannt wurde.

## Leben
Rızas Vater war ein Kavalleriemajor. Nach seiner Schulausbildung besuchte er das Kuleli Askerî Lisesi und dann die osmanische Militärakademie, wo er Kunst bei Osman Nuri und Süleyman Seyyid studierte. Im Jahr 1881 erhielt er für seine Leistungen in der Malereiklasse eine Auszeichnung von Sultan Abdülhamid II. Da die Studenten nicht am lebenden Modell üben durften, war vor allem die Landschaftsabbildung beliebt. 1884 beendete er seine Ausbildung als Leutnant und wurde Assistent von Nuri. Eigentlich wollte Rıza sein Studium in Neapel fortsetzen, musste seine Pläne aber aufgeben, da in Süditalien eine Choleraepidemie ausgebrochen war.

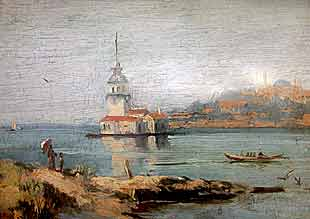
Leanderturm (1894)

1891 wurde Rıza Mitglied einer Kommission zur Begutachtung von türkisch-islamischen Artefakten aus der ersten osmanischen Hauptstadt. Vier Jahre später beförderte man ihn zum Kolağası (Major) und er wurde Designer in der neuen Kaiserlichen Porzellanmanufaktur. Außerdem arbeitete er mit Fausto Zonaro zusammen, der als Kunstlehrer am Yıldız-Palast arbeitete.
Während des Griechisch-Türkischen Krieges arbeitete der Künstler als Schlachtenmaler in Ionien. 1903 war er Mitglied einer Kommission zur Gründung des Antikenmuseums „Türk Esliha-i Antika Müzesi“. Sechs Jahre später wurde er zum leitenden Maler der Druckerei des Militärs, wo er zwei Jahre arbeitete. Von 1909 bis 1912 war er außerdem Vorsitzender der „Osmanischen Malervereinigung“. 1911 ging er als Yarbay (Oberstleutnant) in den Ruhestand.

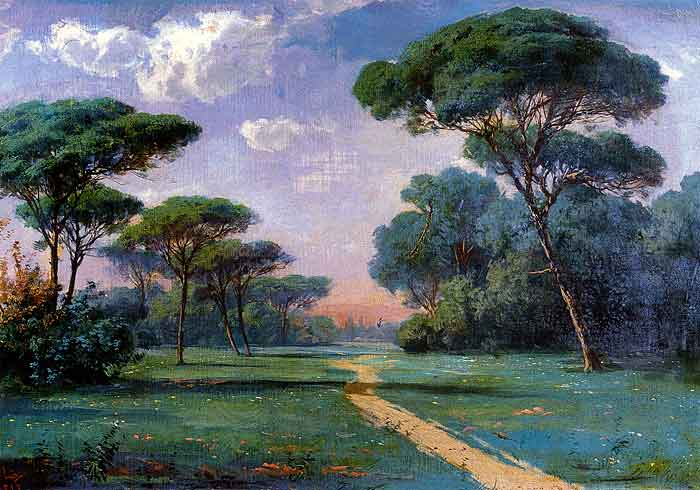
Landschaft (1898)

Ab 1914 lehrte er an der Akademie der Schönen Künste. Nach Einsparungen des Bildungsministeriums ging er für drei Jahre als Malereilehrer an eine Sekundarschule für Mädchen im Istanbuler Stadtviertel Çamlıca. Anschließend unterrichtete er an einer Kunstschule für Mädchen in Üsküdar und ab 1929 an der Sultan-Ahmed-Schule für Jungen.
Seine letzte Ausstellung zu Lebzeiten wurde von dem Maler und Abgeordneten Celal Esat Arseven 1928 in Paris organisiert. Rızas Werk blieb auch in der jungen Republik Türkei wichtig und wurde in zahlreichen Ausstellungen gezeigt. 1933 zeigte das Halkevi in Ankara sein Werk in der ersten Ausstellung der Organisation. Es folgten 16 weitere Einzelausstellungen, die seinen Ruf als bedeutendem Landschaftsmaler der Türkei  festigten.
Ali Rıza war verheiratet mit Nadide Hanım. Das Paar hatte drei Töchter und einen Sohn.